# Nuvola
Nuvola(구름이라는 뜻의 이탈리아어)는 GNU LGPL 자유 소프트웨어 아이콘이며, 데이비드 비그노니가 그렸다. KDE, 그놈와 같은 데스크톱 환경을 위해 만들어진 Nuvola는 윈도우와 매킨토시에서도 사용할 수 있다. 마지막 버전 1.0은 거의 600 개의 아이콘을 담고 있다. 기본 세트는 PNG 그래픽 형식으로 되어 있지만, SVG 버전도 사용할 수 있다.

## 사용
KDE, 그놈뿐 아니라, Nuvola는 Pidgin 메신저와 아마록 미디어 플레이어에서도 사용할 수 있다. Nuvola는 오픈랩 GNU/리눅스 배포판의 기본 아이콘이기도 하다.

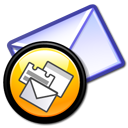
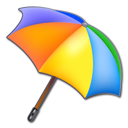
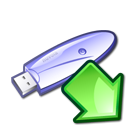
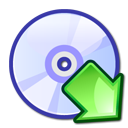
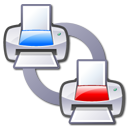
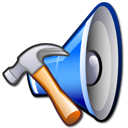
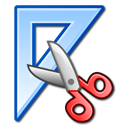
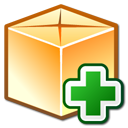
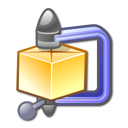
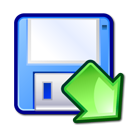
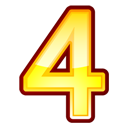
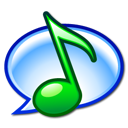
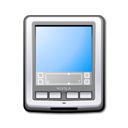

## 같이 보기
- 오픈 클립 아트 라이브러리 (OCAL)

## 참조
1. ↑  “David Vignoni Resumé”. 《www.icon-king.com》. 2014년 8월 8일에 원본 문서에서 보존된 문서. 2014년 8월 1일에 확인함.
2. ↑  “goodies”. 《www.icon-king.com》. David Vignoni. 2007년 4월 3일에 원본 문서에서 보존된 문서.